# Eshīlā
Eshīlā (persiska: اشیلا, Eshpalā) är en ort i Iran.   Den ligger i provinsen Gilan, i den nordvästra delen av landet, 270 km nordväst om huvudstaden Teheran. Antalet invånare är 200.
Terrängen runt Eshīlā är mycket platt.  Närmaste större samhälle är Bandar-e Anzalī, 15,1 km öster om Eshīlā. 